# Joshua Ábrego
Joshua Emmanuel Ábrego Mortera (San Juan Evangelista, 15 novembre 1986) è un ex calciatore messicano, di ruolo difensore.

## Caratteristiche tecniche
È un difensore centrale.

## Palmarès

### Club
- Campionato messicano: 1

Club Tijuana: 2012-2013
- Liga de Ascenso de México: 1

Dorados: 2014-2015